# Nealcidion scutellatum
Nealcidion scutellatum là một loài bọ cánh cứng trong họ Cerambycidae.